# Willem Baudaert

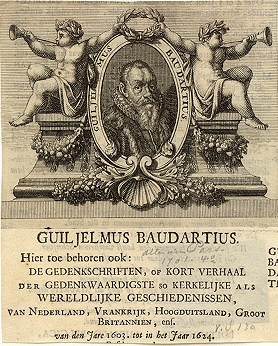
Wilhelm Baudartius um 1630

Willem Baudaert oder latinisiert Baudartius (* 13. Februar 1565 in Deinze, Flandern; † 15. Dezember 1640 in Zutphen, Provinz Gelderland) war ein niederländischer Theologe.

## Leben
Baudaert wurde im flandrischen Deinze als Sohn der protestantischen Eltern Willem Baudaert und Maria Zach-Mortel geboren. Diese wurden nach dem Einmarsch des katholischen Herzogen von Alba in die Niederlande aufgrund der Religionszugehörigkeit vertrieben und flohen nach Sandwich in England.
Er studierte in Canterbury und kehrte nach der Genter Pazifikation 1576 wieder zurück nach Deinze.
Später studierte er in Gent, Leiden, Franeker und an der evangelischen Facultät der Universität in Heidelberg. Baudaert widmete sich dort in erster Linie hebräischen und exegetischen Studien und schrieb seinen „Triplex index“ zu der lateinischen Bibelausgabe von Junius und Tremellius.
Er war Prediger in Kampen (1593), Lisse (1596) und in Zutphen (1597).
Baudaert war als Contraremonstrant ein Anhänger der calvinistischen Religionsgemeinschaft. Auf der Dordrechter Synode im Jahr 1618 erhielt er den Auftrag, die im Auftrag der Generalstaaten zu veranstaltende niederländische Bibelübersetzung („Statenbijbel“) mitzuverfassen. Zur Förderung dieser 1637 erschienenen Übersetzung wohnte er längere Zeit in der Stadt Leiden.

## Werke
- Apophthegmata Christiana, ofte gedenckweerdige, leerzame en aerdige spreucken… (1605, 1620)
- Morghen-Wecker der vrye Nederlantsche provintien (1610)
- Les guerres de Nassau (1616)
- Memorien, oste cort Verhael der gedenkwerdigste soo kerkelyke als wereldlyke Geschiedenissen van Nederlant, Vranckeryck etc. (1620, 1624, 1625)
- Polemographia Auraico Belgica (1622)
  - Hier werden Ereignisse aus den ersten Jahren des Achtzigjährigen Krieges beschrieben und anhand von Kupferstichen verdeutlicht. Das Werk wurde von Michael Colinius in Amsterdam veröffentlicht. Bei den Stichen handelt es sich weitgehend um Kopien der Werke von Frans Hogenberg.
- Apophtegmata christiana

## Sonstiges
- Das Baudartius College im gelderländischen Zutphen ist eine christliche Schule, die nach ihm benannt ist.

## Kupferstiche aus derPolemographia Auraico Belgica

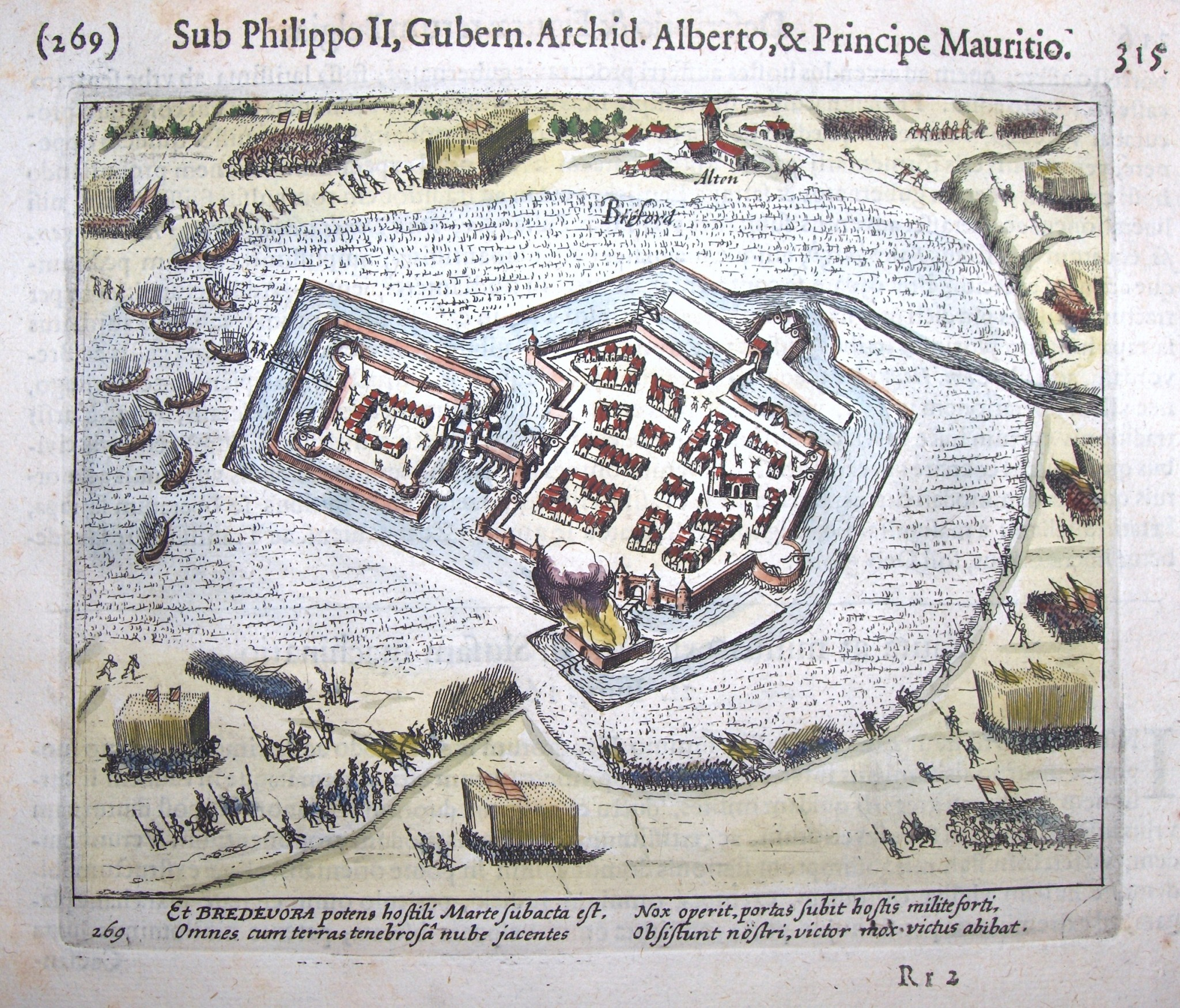
Bredevoort
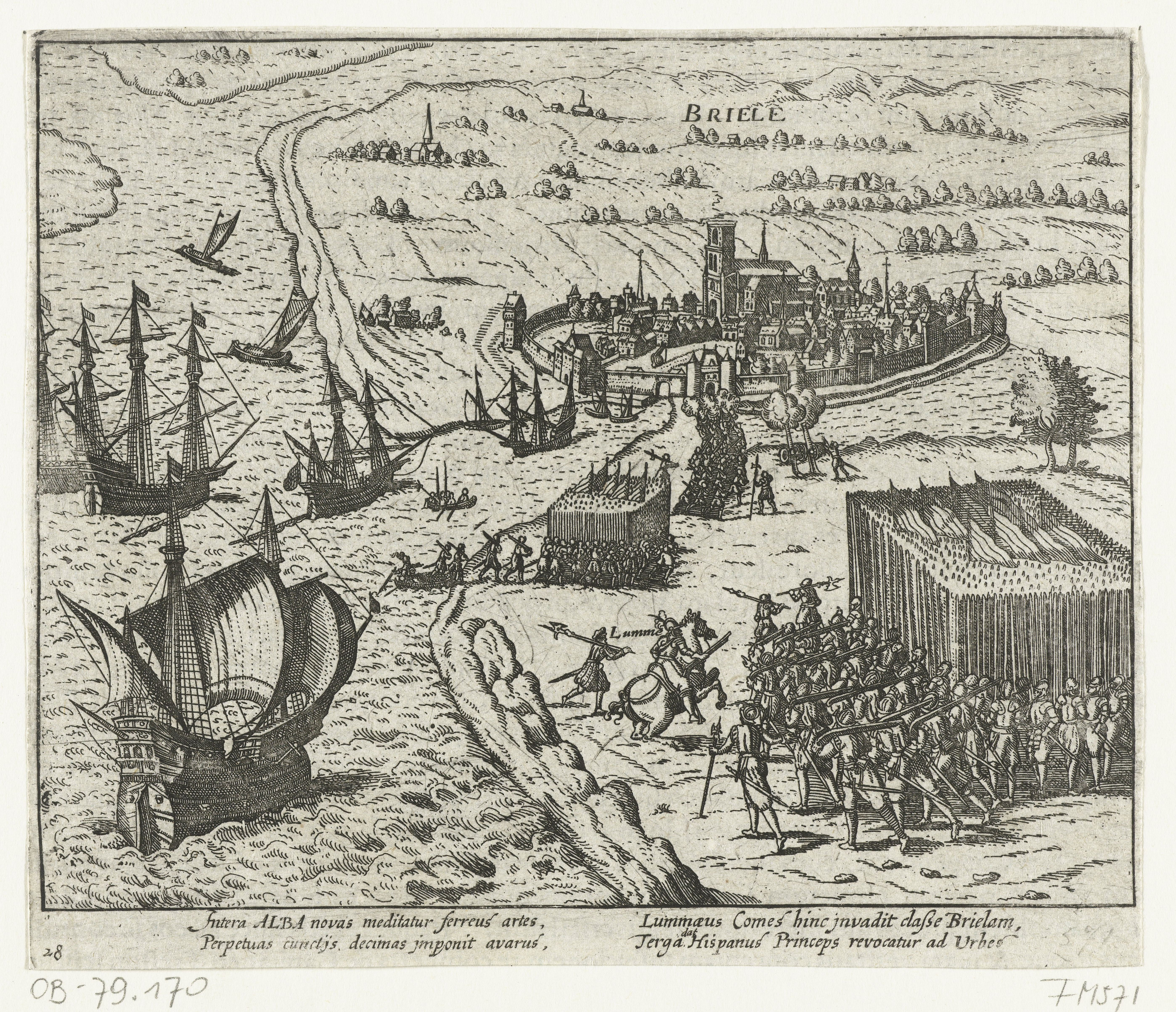
Eroberung von Briel
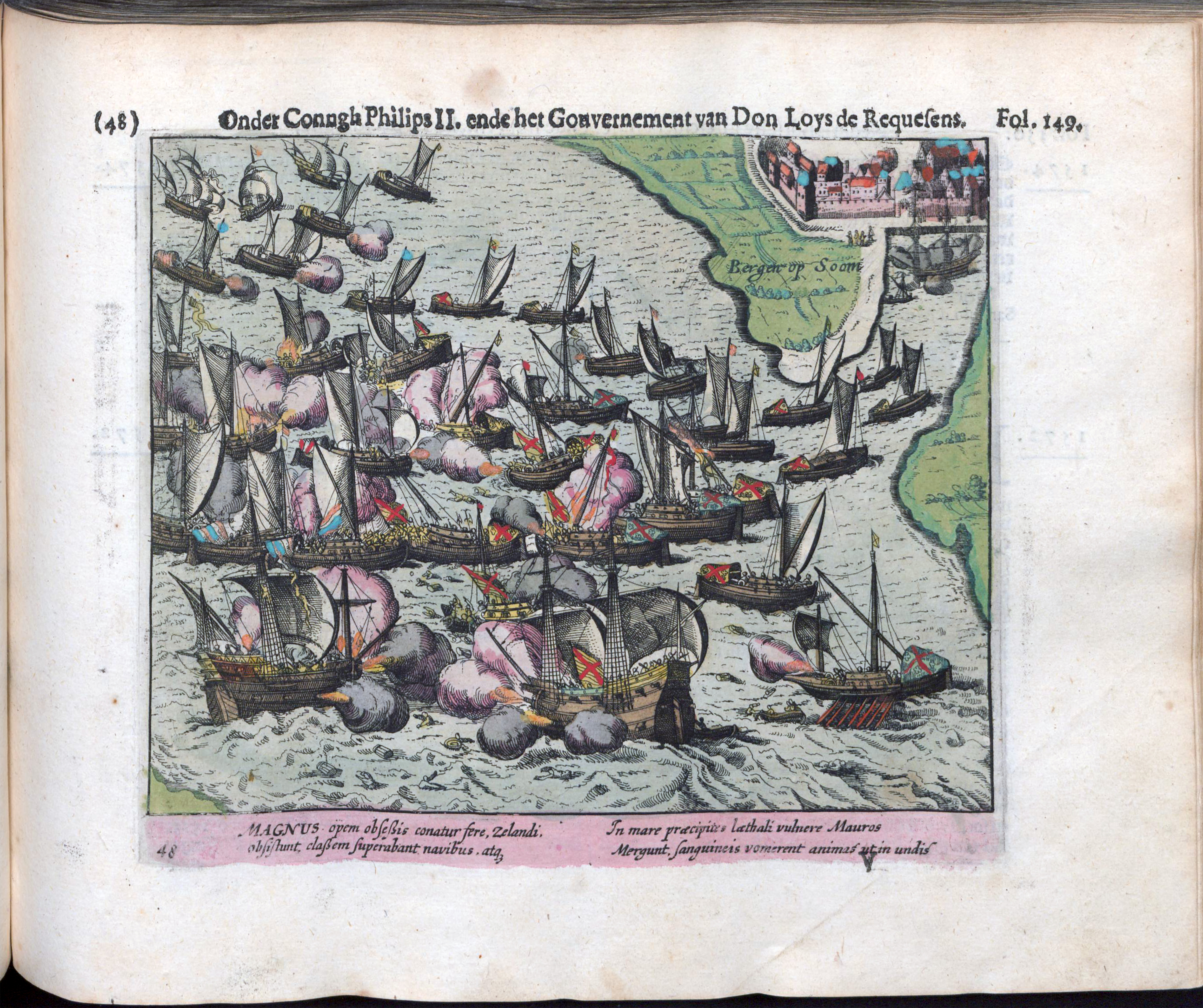
Seeschlacht bei Bergen op Zoom
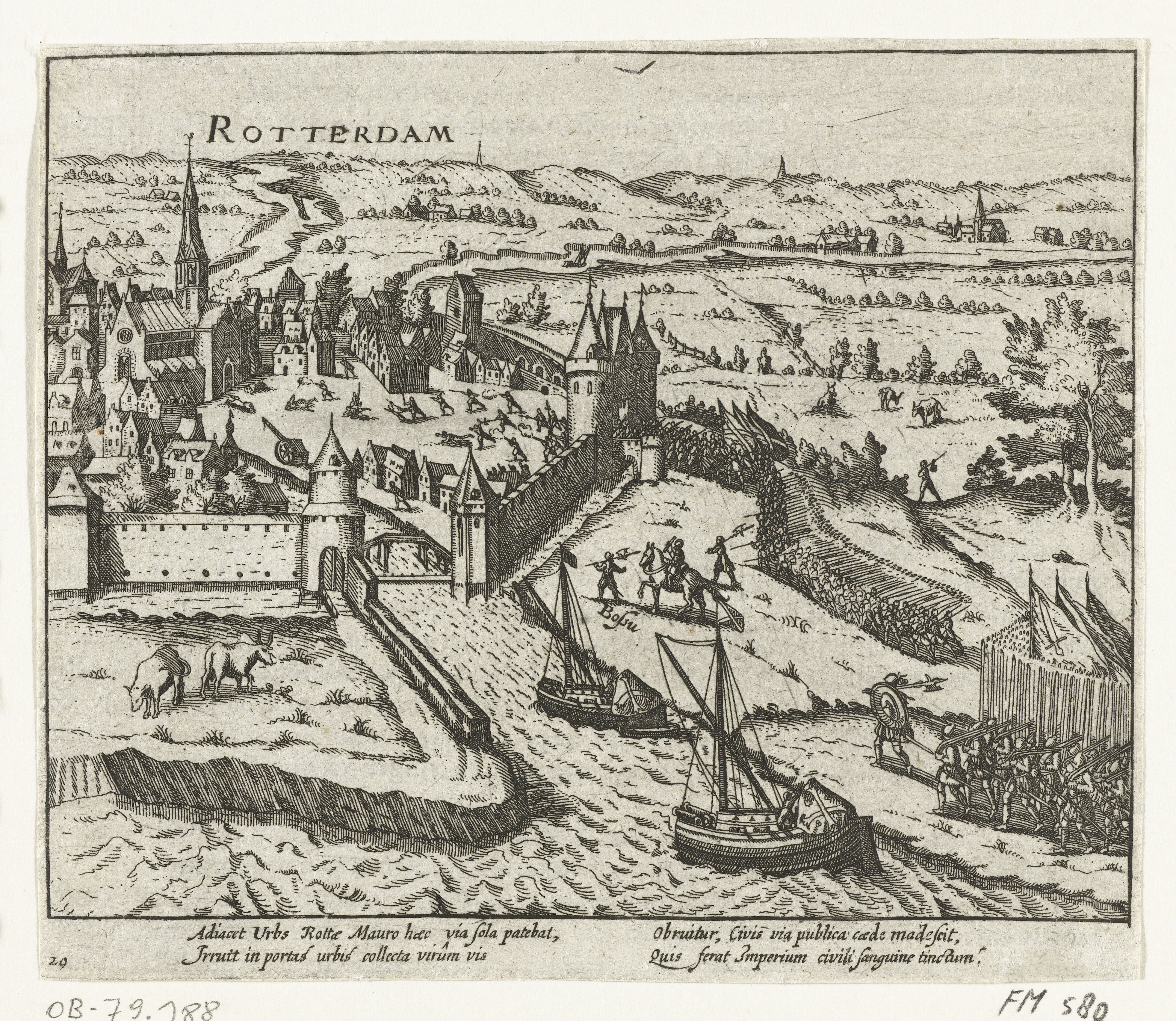
Rotterdam